# Marisela Moreno
Marisela Moreno Montero sinh ngày 7 tháng 8 năm 1972 tại thành phố Panama, Panama, là một người mẫu người Panama. Cô cũng là người chiến thắng cuộc thi sắc đẹp với danh hiệu Señorita Panamá Mundo 1995. Cô đại diện Panama tham gia cuộc thi Hoa hậu Thế giới 1995, cuộc thi Hoa hậu Thế giới lần thứ 45 được tổ chức tại Trung tâm Giải trí ở Thành phố Mặt trời, Nam Phi vào ngày 18 tháng 11 năm 1995. Sau khi trở thành Hoa hậu Panama, Marisela Moreno trở thành một trong những người dẫn chương trình thành công nhất ở Panama và cũng là người dẫn chương trình truyền hình duy nhất của Panama là hoạ sĩ hoạt hình của Liên hoan Viña del Mar nổi tiếng năm 1998.
Marisela Moreno là đồng sở hữu của công ty sản xuất truyền hình E.Motion TV, Ad & Films và là người tạo ra thương hiệu "Autentic Woman" và cũng là chủ sở hữu của tạp chí địa phương Panama Canal Zone Magazine.
Cô là mẹ của 2 đứa con và vợ của nha sĩ nổi tiếng, Tiến sĩ Angel Vallarino.
Mọi người tìm kiếm cô để chuẩn bị cho phiên bản sống tốt nhất của họ.

## Hoa hậu Thế giới 1995
Đại diện cho bang Distrito Central, Moreno giành danh hiệu Señorita Panamá Mundo (Hoa hậu Panamá) vào tháng 9 năm 1995.
Một vài tháng sau, vào ngày 18 tháng 11 năm 1995 tại Sun City, Nam Phi, cô và 84 thí sinh đã thi đấu cho danh hiệu Hoa hậu Thế giới 1995.

## Cuộc sống sau Hoa hậu Thế giới
Sau khi hoàn thành triều đại của mình với danh hiệu Señorita Panamá Mundo tham gia vào việc sắp xếp lịch trình, thương mại và tiếp viên trong các sự kiện khác nhau cũng lưu trữ trong các chương trình truyền hình. Cô thành lập một công ty có tên là E-motion và, vào năm 2010, được xếp vào vị trí giám đốc Señorita Panamá. Moreno mua lại quyền của cuộc thi Hoa hậu Panama trước đây đây, cuộc thi chính thức của Panamenia chịu trách nhiệm lựa chọn các đại diện của Panamá tham gia các cuộc thi Hoa hậu Hoàn vũ, Hoa hậu Lục địa Châu Mỹ và Hoa hậu Thế giới.